# Sommerhaus des Deutschordens Heilbronn

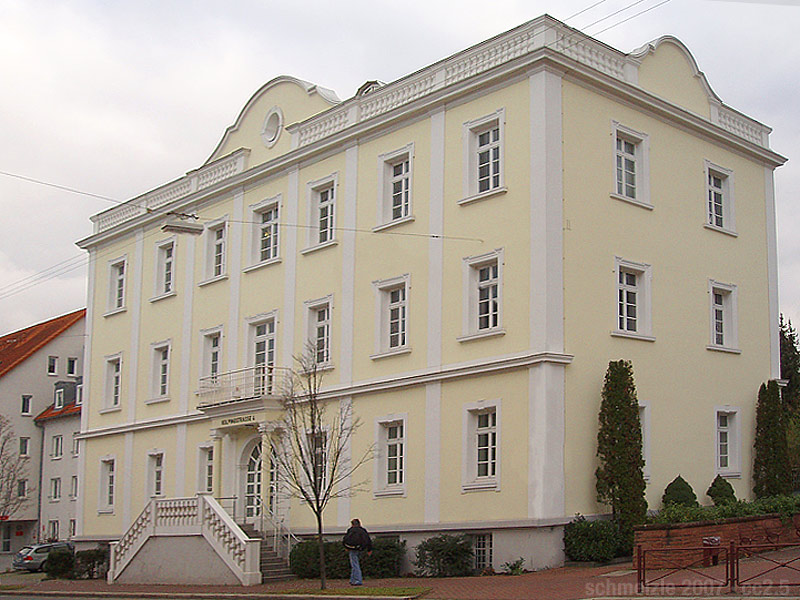
Ehem. Sommerhaus des Deutschen Ordens in Heilbronn-Sontheim

Das Sommerhaus des Deutschordens ist ein Barockgebäude in der Kolpingstraße 4 in Sontheim, das 1688 als Sommersitz für die Heilbronner Deutschordenskomture erbaut wurde, später Verwaltungsgebäude der Zwirnerei Ackermann war und heute das örtliche Kolpingwerk beherbergt. Das Gebäude steht als Kulturdenkmal unter Denkmalschutz.

## Geschichte

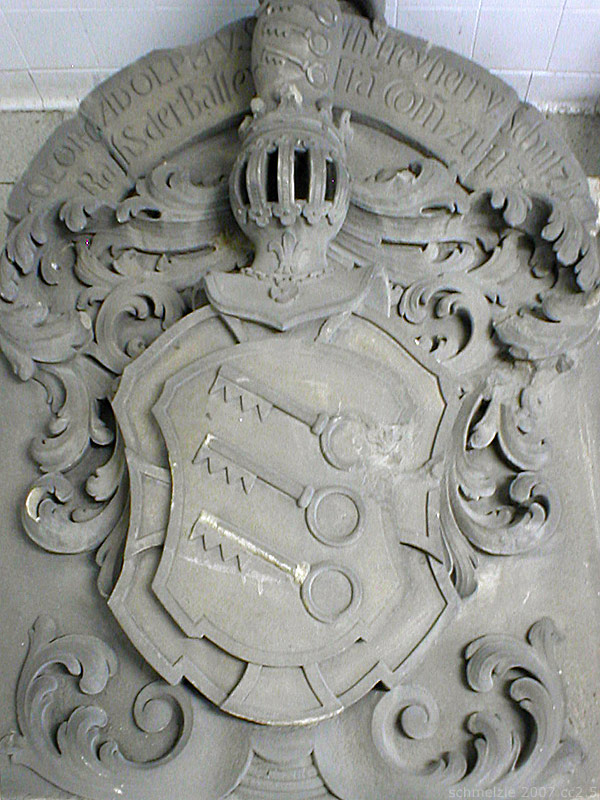
Kopie (um 1900) des originalen Komturwappens

Im Jahr 1688 ließ der Komtur des Deutschen Ordens, Georg Adolph Speth Freiherr von und zu Schülzburg, einen Sommersitz für die Heilbronner Deutschordenskomturei erbauen. Das Sommerhaus war ursprünglich ein zweigeschossiges Gebäude und wurde nach seiner Errichtung mehrfach zum Quartier von Feldherren. 1693 war Sontheim Quartier des Markgrafen Christian Ernst von Brandenburg-Bayreuth, während des polnischen Erbfolgekriegs in den 1730er Jahren war Prinz Eugen von Savoyen Gast im Sommerhaus, 1746 gastierte dort der kaiserliche Feldmarschall Fürst Lobkowiß.
Nach der Mediatisierung des Deutschen Ordens 1805 wurde das Anwesen verkauft und diente als Wirtshaus. Von 1842 bis 1843 hat dort der Theologe David Friedrich Strauß mit seiner Frau, der Sängerin Agnes Schebest, gewohnt. Die Ehe stand unter keinem guten Stern, so dass Strauß 1843 eine eigene Wohnung in Heilbronn nahm. Agnes Schebest blieb noch bis 1846/47 in dem Gebäude wohnen, dort wurden auch die beiden 1843 und 1845 der Verbindung entstammenden Kinder geboren. Aus jener Zeit hat sich eine längere Beschreibung der damaligen Einrichtung des Gebäudes in dem Bericht Aus der Gegenwart der Schriftstellerin Emma von Niendorf in der Augsburger Allgemeinen Zeitung vom 30. September 1842 erhalten.
1868 gelangte das Gebäude von dem Heilbronner Industriellen Bruckmann in den Besitz der Zwirnerei Ackermann, die es als Verwaltungsgebäude der umliegenden Fabrikanlagen nutzte. Ackermann ließ das Gebäude um ein weiteres Obergeschoss erhöhen und bereicherte das Bauwerk mit einem Mezzanin, einem Walmdach und Gauben. 1903 bauten Hermann Maute und Theodor Moosbrugger das Gebäude nochmals um. 1986 wurde das Gebäude saniert und erhielt auf der Rückseite einen Hinterbau. Heute dient das Gebäude als Kolpinghaus.

## Beschreibung
Das ehemals zweigeschossige, seit 1868 dreigeschossige Barockgebäude mit Ziergiebel und Ochsenauge hat jeweils sieben straßenseitige Fenster pro Etage. Über dem Portal an der Fassade zum Neckarufer hin befindet sich ein auf zwei Säulen ruhender Balkon. Zwischen den beiden Säulen befindet sich das Wappen des Komturs Georg Adolf von Speth: drei Wolfsangeln im Schild, der von einem weiteren Schild mit dem Deutschordenskreuz unterlegt ist. Die Zwirnerei hat ihr Unternehmenslogo (gekreuzte Schlüssel) an das Wappen des Deutschordenskomturen angelehnt, wobei die Wolfsangeln fälschlicherweise als Schlüssel gedeutet wurden.